# Inga Lühning

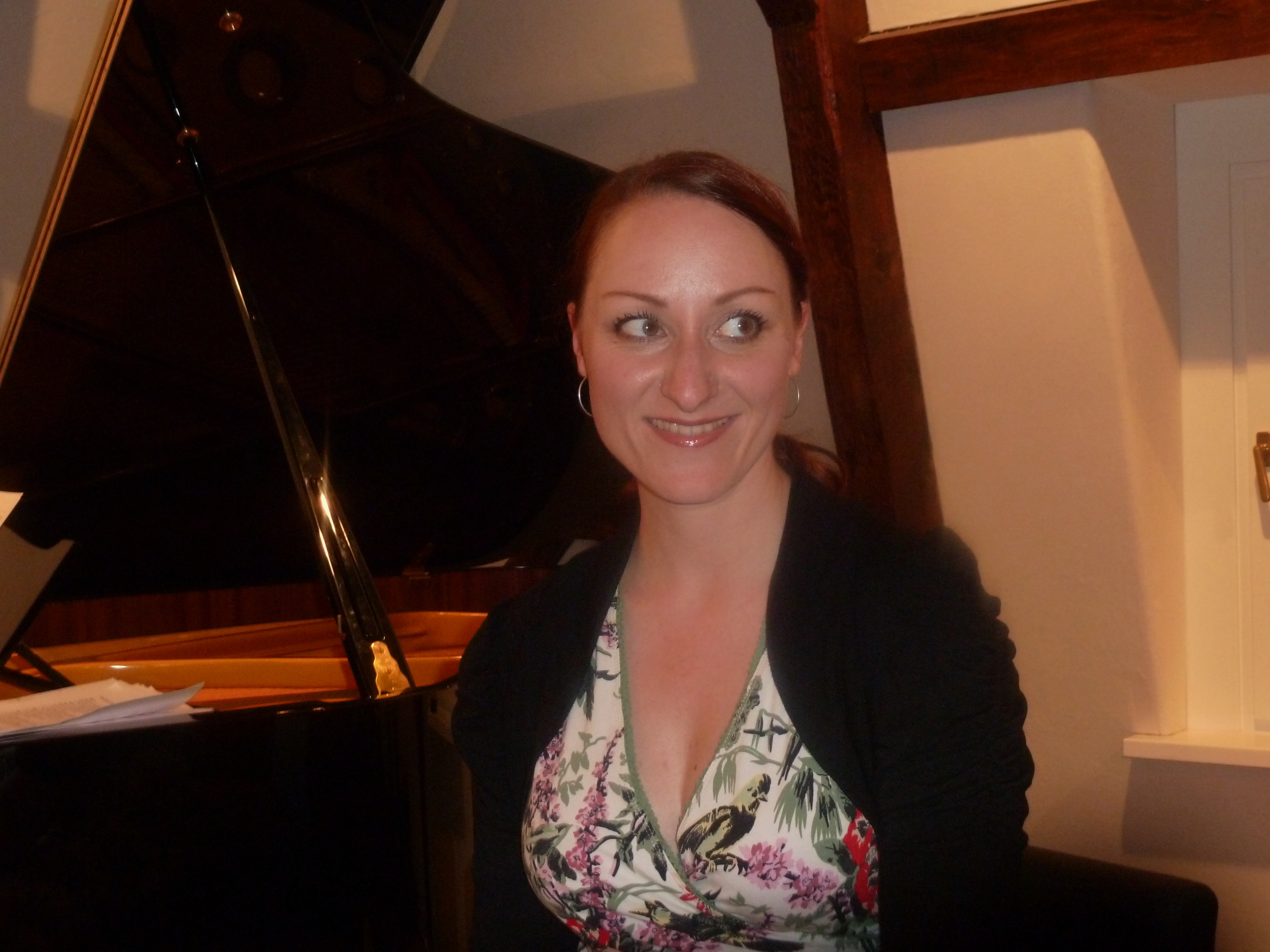
Inga Lühning im April 2011

Inga Lühning (* 1974 in Kirchwalsede) ist eine deutsche Jazz-Sängerin.

## Wirken
Nach einem Gesangsstudium in den Niederlanden und den USA lebt Lühning seit 1998 in Köln, wo sie zunächst Mitglied der A-cappella-Gruppe Vocaleros wurde. Hiermit unternahm sie regelmäßig Tourneen und trat auf Jazzfestivals auf, 2001 lösten sich die Vocaleros jedoch auf.
Zur gleichen Zeit gründete sie mit Christian Thomé, Mario Mammone und Helmuth Fass das Jazz-Pop-Quartett Lühning, mit dem sie die 2001 veröffentlichte gleichnamige CD einspielte.
Es folgte eine Zusammenarbeit mit Matthias Vogt, der zusammen mit dem Frankfurter Label Infracom die Idee von [re:jazz] ins Leben rief, hieraus formierte sich später auch die gleichnamige Band, deren Sängerin Lühning ist.
Inzwischen arbeitet sie außerdem regelmäßig mit dem Kölner Pianisten Andreas Schnermann zusammen, der 2006 zum ersten Mal ein Vokalalbum veröffentlichte. Schnermann vertonte zwölf Gedichte von W. H. Auden. Die so entstandenen Songs sind auf der Platte Oh tell me the Truth about Love, von Inga Lühning gesungen, zu hören, ein weiteres Album ist in Planung.
Gemeinsam mit dem Sebastian Gahler Trio bildete Inga Lühning die Formation IndigoJazzlounge, das 2008 eine gleichnamige CD veröffentlichte und für die Sebastian Gahler die Arrangements schreibt.
Darüber hinaus tourte sie außerdem mit Hilfe des Goethe Instituts in China (mit Christoph Eidens), in Äthiopien (mit Felix Petry) und in Japan (mit re:jazz), sang Backing Vocals bei den Fantastischen Vier und Marla Glen und war als Sängerin zu Gast beim Cologne Contemporary Jazz Orchestra sowie verschiedenen anderen Produktionen.

## Diskographie
Lühning
- 2001 Lühning
- 2008 Entfernung

Andreas Schnermann feat. Inga Lühning
- 2006 Oh Tell Me The Truth About Love

[re:jazz]
- 2001 Re:jazz
- 2004 Point Of View
- 2006 Expansion
- 2008 Live At Motion Blue Yokohama
- 2008 Nipponized

IndigoJazzlounge
- 2008 IndigoJazzlounge